# Marienkirche (Orzysz)
Die Kirche Mutter Gottes vom Berg Karmel in Orzysz (deutsch Arys) ist ein Bauwerk aus der ersten Hälfte des 16. Jahrhunderts. Bis 1945 war es das evangelische Gotteshaus für das ostpreußische Kirchspiel Arys (Masuren) und ist heute eine der beiden römisch-katholischen Pfarrkirchen der Stadt Orzysz in der polnischen Woiwodschaft Ermland-Masuren.

## Geographische Lage
Die Stadt Orzysz liegt im südlichen Osten der Woiwodschaft Ermland-Masuren am Schnittpunkt der beiden polnischen Landesstraßen 16 und 63 und ist Bahnstation an der – allerdings nicht mehr regulär befahrenen – Bahnstrecke Czerwonka–Ełk (deutsch Rothfließ–Lyck). Die Kreisstadt Pisz (Johannisburg) liegt 18 Kilometer in südwestlicher Richtung entfernt.
Der Standort der Kirche befindet sich an der ulica Giżycka / Ecke ul. Wojska Polskiego in der Stadtmitte.

## Kirchengebäude
Die Kirche entstand nach der Säkularisation des Herzogtums Preußen vor 1530. Es handelt sich um einen verputzten Feldsteinbau mit einem fünfteiligen Ostgiebel. Der Oberbau und der Turm stammen aus dem 17. Jahrhundert. Beschädigungen durch den Stadtbrand von 1826 wurden 1832 bis 1872 behoben und die Kirche wurde innen ausgemalt. Der Innenraum mit seinen seitlichen Emporen und Ständen hat eine flache Holzdecke. Sie wurde 1937/38 neu bemalt. Der Altar aus der Mitte des 17. Jahrhunderts wurde 1766 mit der Kanzel von 1596 vereinigt. Die Orgel wurde 1757 errichtet und 1875 umgebaut. Das Geläut bestand aus drei Glocken der Gussjahre 1603, 1648 und 1746. Von ihnen ist die letztere nicht mehr vorhanden. Seit 1945 ist die Kirche in römisch-katholischem Eigentum und sie ist heute eine der beiden Pfarrkirchen von Orzysz, gewidmet der Mutter Gottes vom Berg Karmel. Die alte Ausstattung wurde zwischen 1961 und 1976 entfernt und durch moderne Ausgestaltung ersetzt.

## Kirchengemeinde

### Evangelisch

#### Kirchengeschichte
Die Gründung der Kirche in Arys dürfte in vorreformatorische Zeit zurückreichen. In den 1530er Jahren bereits nahmen hier lutherische Geistliche ihren Dienst auf. Gepredigt wurde bis 1702 in masurischer Sprache, aber selbst noch im 20. Jahrhundert fanden Gottesdienste in dieser Mundart statt.
Bis 1715 gehörte die Kirche in Arys zur Inspektion Lyck (polnisch Ełk), dann bis 1945 zum Kirchenkreis Johannisburg (polnisch Pisz) in der Kirchenprovinz Ostpreußen der Evangelischen Kirche der Altpreußischen Union. Im Jahre 1925 stellte eine Volkszählung 6.760 Gemeindeglieder fest. Sie wohnten in einem mehrere Orte umfassenden weitflächigen Kirchspiel. Das Kirchenpatronat oblag den staatlichen Behörden.
Flucht und Vertreibung der einheimischen Bevölkerung setzten 1945 der Existenz der evangelischen Kirchengemeinde in der jetzt Orzysz genannten Stadt ein Ende. Heute leben hier nur wenige evangelische Kirchenglieder. Sie halten sich zur Pfarrei in Pisz in der Diözese Masuren der Evangelisch-Augsburgischen Kirche in Polen.

#### Kirchspielorte (bis 1945)
Zum evangelischen Kirchspiel Arys gehörten vor 1945 neben dem Pfarrort noch 22 Orte, Ortschaften und Wohnplätze:
| Name               | Änderungsname 1938 bis 1945 | Polnischer Name |  | Name             | Änderungsname 1938 bis 1945 | Polnischer Name   |
| ------------------ | --------------------------- | --------------- |  | ---------------- | --------------------------- | ----------------- |
| *Braunshof         |                             |                 |  | *Oszywilken      | Wolfsheide                  | Oszczywilki       |
| Buwełno            | Vorwerk Ublick              | Buwełno         |  | *Pianken         | Altwolfsdorf                | Pianki            |
| *Czarnen           | Herzogsdorf                 | Czarne          |  | Rzesniken        | Nickelsberg, Försterei      | Rzęśniki          |
| Gronden            | Grunden                     | Grądy           |  | Scheelshof       |                             | Działy Orzyskie   |
| Groß Schweykowen   | Scharnhorst                 | Szwejkowo       |  | Stotzken         |                             | Stoczki           |
| *Gurra             | Gebürge                     | Góra            |  | *Strzelnicken    | (ab 1930) Schützenau        | Strzelniki        |
| Janowen            |                             |                 |  | Suchamühle       |                             |                   |
| Kaminsken          | Erlichshausen               | Kamieńskie      |  | Sumken           |                             | Sumki             |
| Mittel Schweykowen | Schweiken                   | Szwejkówko      |  | *Ublick          |                             | Ublik             |
| Mykossen           | Arenswalde                  | Mikosze         |  | *Wiersbinnen     | Stollendorf                 | Wierzbiny         |
| Odoyen             | Nickelsberg                 | Odoje           |  | Wolfsnest, Forst |                             | Koźle-Leśniczówka |

#### Pfarrer (bis 1945)

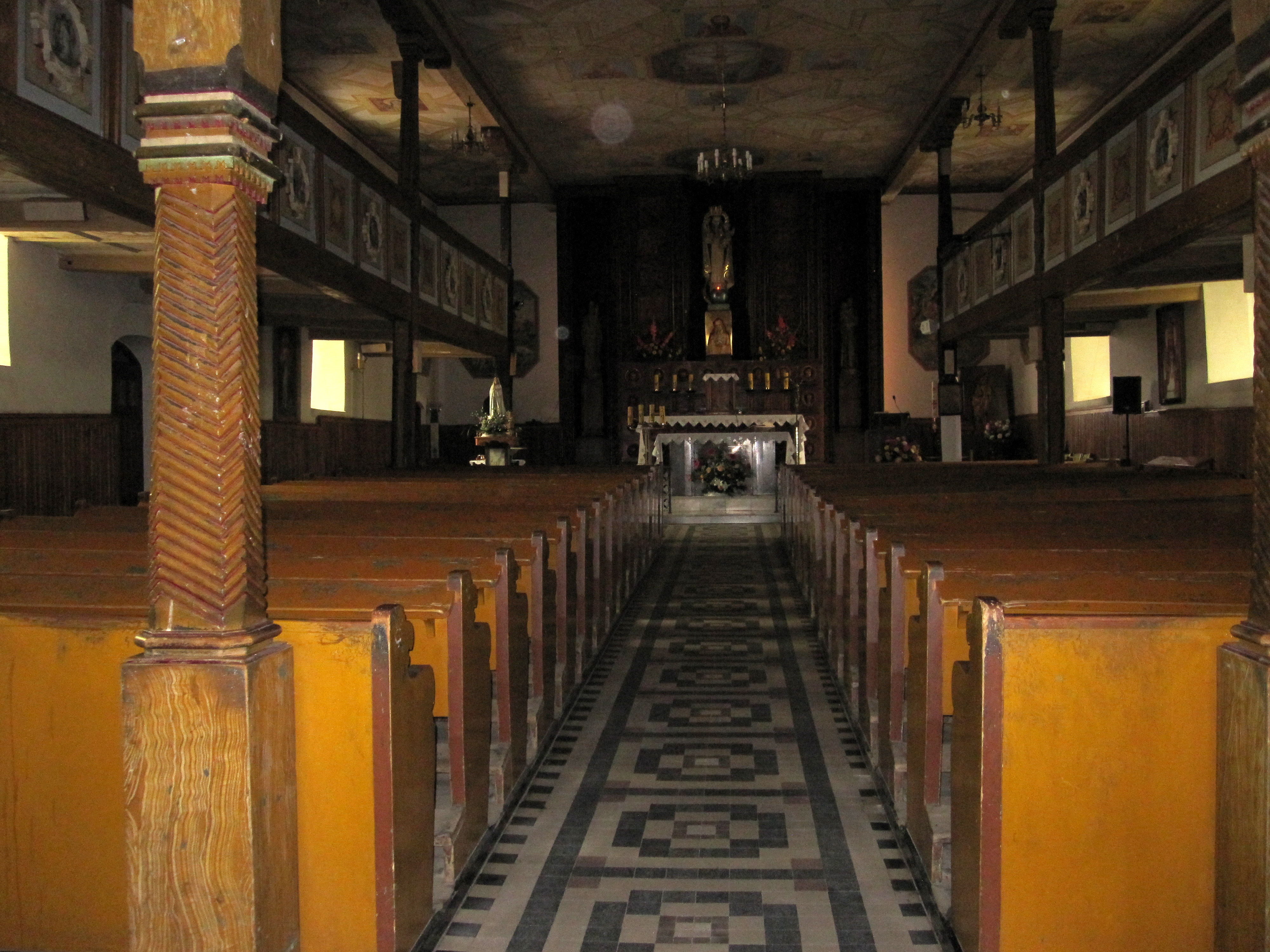
Innenansicht der Kirche

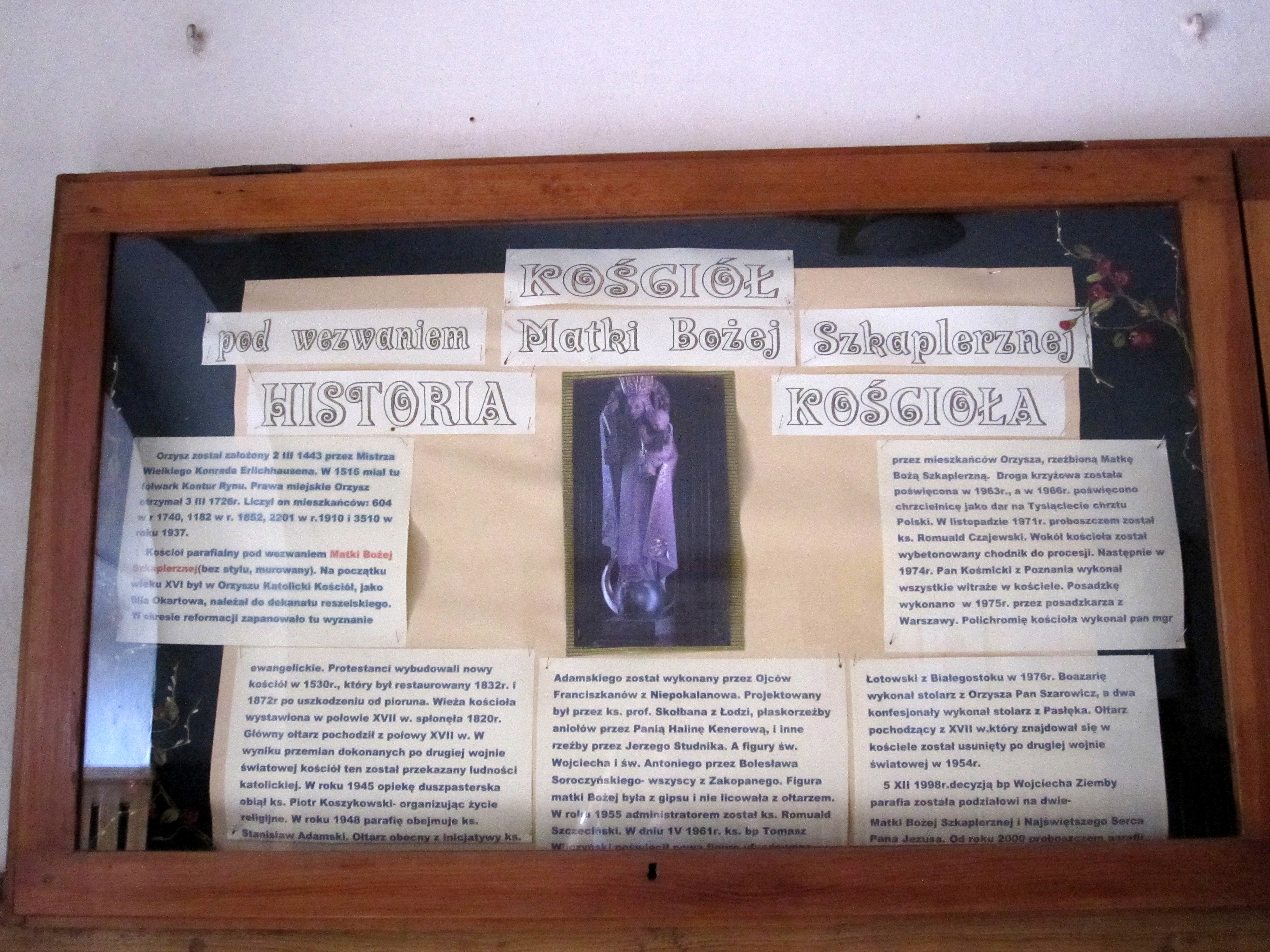
Info-Kasten zur Geschichte der Kirche

Bis 1945 amtierten an der evangelischen Kirche Arys als Pfarrer:
- Matthias N., 1544
- Agatheus von Thein, 1565
- Sigismund Glinski, 1566–1573
- Jacob Trentowius, bis 1603
- Andreas Hoynowius, ab 1601
- Paul Aretius, ab 1620
- Bartholomäus Sadowius, bis 1625
- N. Gritzau
- Paul Cibrowius, 1625–1530
- Abraham Ferrarius, 1630–1668
- Christ. Wannovius, bis 1648
- Michael Gorlovius, 1653–1657
- Christian Oberhüber, 1657–1674
- Johann Ferrarius, 1668–1689
- Friedrich Zielenski, 1674–1689
- Georg Boretius, 1689–1693
- Andreas Wedeck, 1690–1704
- Matthias Boretius, 1693–1710
- Michael Gregorowius, 1704–1710
- Johann Chr. Wannovius, 1710–1767
- Michael Lupochowius, 1711–1730
- Johann Christ. Gutzeit, 1731–1739
- Albert Czwalina, 1739–1763
- Michael Schemien, 1764–1789
- Johann Christ. Schultz(e), 1767–1785
- Matthias Willamowski, 1789–1832
- Daniel Labusch, 1790–1792
- Wilhelm Jackstein, 1792–1844
- Carl Heinrich Schrage, 1832–1838
- Christian Ferdinand Haeber, 1838–1846
- Franz Robert Floeß, 1842–1845
- Vincentius von Balitzki, 1844–1846
- Michael Mendrzyck, 1846–1858
- Karl Schellong, 1846–1868[7]
- Leopold Czypulowski, 1858–1882[7]
- Carl Emil Wiski, 1868–1873
- Karl Gettkandt, 1874–1884
- Karl August Bogdan, 1885–1887
- Ernst August Heinrich Sack, 1887–1910
- Fr. Joh. Anton von Popowski, 1889–1898
- Ludwig Wilh. Paul Rosenow, 1898–1909
- Gottfried Bienko, 1910–1917
- Friedrich Karl Mitzka, 1910–1924
- Max Mehlfeld, 1921–1928
- Georg Friedrich Foltin, 1925–1933
- Hermann Ippig, ab 1931
- Gerhard Woytewitz. 1933–1945
- Manfred Wilde von Wildemann, 1934

#### Kirchenbücher
Von den Kirchenbuchunterlagen der evangelischen Kirche Arys haben sich zahlreiche erhalten und werden im Evangelischen Zentralarchiv (EZA) in Berlin-Kreuzberg bzw. bei der Deutschen Zentralstelle für Genealogie (DZfG) in Leipzig aufbewahrt:
- EZA:

Taufen: 1700 bis 1735, 1747 bis 1944
Trauungen: 1744 bis 1910, 1915 bis 1944
Begräbnisse: 1711 bis 1714, 1744 bis 1884, 1915 bis 1944
- DZfG:

Taufen: 1700 bis 1735, 1711 bis 1766
Trauungen: 1711 bis 1744
Begräbnisse: 1721 bis 1738, 1843 bis 1858.

### Römisch-katholisch
In der Stadt Arys resp. Orzysz gibt es seit dem Jahr 1913 eine römisch-katholische Kirche, die heutige Herz-Jesu-Kirche (polnisch Kościół Najświętszego Serca Pana Jezusa, deutsch „Kirche zum heiligsten Herzen Jesu“). Lebten in der Stadt 1925 nur 50 Katholiken, so war die Kirche jedoch zugleich gottesdienstliches Zentrum für sehr weit gestreut liegende Orte der Pfarrei. Sie gehörte zum Dekanat Masuren II mit Amtssitz in Johannisburg im damaligen Bistum Ermland.
Die Ansiedlung polnischer Neubürger brachte Orzysz nach 1945 katholische Einwohner in großer Zahl, die nun auch die bisher evangelische Kirche als ihr Gotteshaus beanspruchten. Seit 1958 gibt es in der Stadt Orzysz zwei Pfarreien, die beide dem Dekanat Biała Piska (Bialla, 1938–1945 Gehlenburg) im Bistum Ełk in der Römisch-katholischen Kirche in Polen zugehören.